# Fred Melamed
Fred Melamed (New York, 13 maggio 1956) è un attore e comico statunitense, noto per i ruoli di Sy Ableman in A Serious Man (2009), Bruce Ben-Bacharach in Lady Dynamite (2016-17) e per le sue interpretazioni in diversi film di Woody Allen.

## Biografia
Melamed nasce a New York da una famiglia ebraica, da Nancy Zala, un'attrice teatrale, e Stanley Silverstone, uno psicoanalista britannico. Viene adottato da Louis e Syma Melamed. Il suo padre biologico è parente di Stella e Luther Adler. All'età di sedici anni si trasferisce a Hollywood, in Florida, insieme alla famiglia. Inizia la sua carriera a teatro all'Hampshire College, dove ha collaborato con diversi membri del Living Theatre. In seguito frequenta la Yale School of Drama. Dopo il diploma collabora con numerose compagnie teatrali, tra cui il Guthrie Theater, il John F. Kemmedy Center for the Performing Arts, il Yale Repertory Theater, e recita a Broadway in Amadeus.
Dopo Amadeus decide di prendersi una pausa dal teatro e inizia a lavorare come doppiatore: presta la sua voce a diverse pubblicità apparse nelle televisioni statunitensi, tra cui spot della Mercedes-Benz, CBS Sports, USA Network e il Super Bowl. Diventa noto al grande pubblico per la sua interpretazione di Sy Ableman nel film A Serious Man (2009), diretto da Joel ed Ethan Coen. La sua interpretazione riceve il plauso della critica, tra cui A.O. Scott del The New York Times, Michael Phillips del Chicago Tribune, e Roger Ebert.
Melamed è apparso in numerosi film di Woody Allen, tra cui Hannah e le sue sorelle, Radio Days, Un'altra donna e Hollywood Ending. Negli anni recita in numerosi film, tra cui Bone Tomahawk, Cell Block 99 - Nessuno può fermarmi e Dragged Across Concrete - Poliziotti al limite, tutti e tre diretti da S. Craig Zahler. Nel 2013 collabora nuovamente con i fratelli Coen in Ave, Cesare!. In televisione, Melamed è apparso in numerose serie televisive, tra cui Lady Dynamite, Fargo, Casual, New Girl e WandaVision. Nel 2011 torna a teatro e prende parte a Talking Cure di Ethan Coen e George Is Dead di Elaine May, entrambe parte dell'opera Relatively Speaking, e a Zio Vanja.

## Vita privata
Melamed vive a Los Angeles con la moglie e i suoi due figli. Entrambi i figli sono nati nello spettro autistico e Melamed e la moglie hanno spesso partecipato a iniziative benefiche a sostegno di famiglie con figli con questo disturbo.

## Filmografia

### Attore

#### Cinema
- Un incurabile romantico (Lovesick), regia di Marshall Brickman (1983)
- Hannah e le sue sorelle (Hannah and Her Sisters), regia di Woody Allen (1986)
- Gioco mortale (The Manhattan Project), regia di Marshall Brickman (1986)
- Radio Days, regia di Woody Allen (1987)
- Ishtar, regia di Elaine May (1987)
- Ehi... ci stai? (The Pick-up Artist), regia di James Toback (1987)
- Suspect - Presunto colpevole (Suspect), regia di Peter Yates (1987)
- Sticky Fingers, regia di Caitlin Adams (1988) - voce, non accreditato
- Diritto d'amare (The Good Mother), regia di Leonard Nimoy (1988)
- Un'altra donna (Another Woman), regia di Woody Allen (1988)
- Crimini e misfatti (Crimes and Misdemeanors), regia di Woody Allen (1989)
- Ombre e nebbia (Shadows and Fog), regia di Woody Allen (1991)
- Mariti e mogli (Husband and Wives), regia di Woody Allen (1992)
- Hollywood Ending, regia di Woody Allen (2002)
- A Serious Man, regia di Joel ed Ethan Coen (2009)
- Il dittatore (The Dictator), regia di Larry Charles (2012)
- Fred Won't Come Out, regia di Richard Ledes (2012)
- In a World... - Ascolta la mia voce (In a World...), regia di Lake Bell (2013)
- Hair Brained, regia di Billy Kent (2013)
- Get on Up - La storia di James Brown (Get on Up), regia di Tate Taylor (2014)
- Adult Beginners, regia di Ross Katz (2014)
- Il fidanzato di mia sorella (Some Kind of Beautiful), regia di Tom Vaughan (2014)
- Bone Tomahawk, regia di S. Craig Zahler (2015)
- Ave, Cesare! (Hail, Caesar!), regia di Joel ed Ethan Coen (2016)
- Lemon, regia di Janicza Bravo (2017)
- Cell Block 99 - Nessuno può fermarmi (Brawl in Cell Bloc 99), regia di S. Craig Zahler (2017)
- Il tuo ex non muore mai (The Spy Who Dumped Me), regia di Susanna Fogel (2018)
- Silver Lake, regia di Sean McGinly (2018)
- Dragged Across Concrete - Poliziotti al limite (Dragged Across Concrete), regia di S. Craig Zahler (2018)
- L'arte della truffa (Lying and Stealing, regia di Matt Aselton (2019)
- The Vigil - Non ti lascerà andare (The Vigil), regia di Matt Thomas (2019)
- Shiva Baby, regia di Emma Seligman (2020)
- Together Together, regia di Nikole Beckwith (2021)
- Cat Person, regia di Susanna Fogel (2023)

#### Televisione
- Una vita da vivere (One Life to Live) - soap opera (1981-1982)
- Destini (Another World) - soap opera, 1 episodio (1989)
- Due poliziotti a Palm Beach (Silk Stalkings) - serie TV, 54 episodi (1991-1993)
- Law & Order - I due volti della giustizia (Law & Order) - serie TV, 1 episodio (2010)
- Curb Your Enthusiasm - serie TV, 1 episodio (2011)
- The Good Wife - serie TV, 3 episodi (2011-2014)
- 30 Rock - serie TV, 1 episodio (2012)
- The Crazy Ones - serie TV, 2 episodio (2013-2014)
- Benched - Difesa d'ufficio (Benched) - serie TV, 5 episodi (2014)
- Girls - serie TV, 1 episodio (2015)
- House of Lies - serie TV, 4 episodi (2015)
- Childrens Hospital - serie TV, 1 episodio (2015)
- Married - serie TV, 1 episodio (2015)
- Blunt Talk - serie TV, 3 episodi (2015-2016)
- Casual - serie TV, 8 episodi (2015-2018)
- New Girl - serie TV, 3 episodi (2016)
- The Detour - serie TV, 1 episodio (2016)
- Lady Dynamite - serie TV, 20 episodi (2016-2017)
- Brooklyn Nine-Nine - serie TV, 2 episodi (2016-2017)
- Trial & Error - serie TV, 2 episodi (2017)
- Fargo - serie TV, 1 episodio (2017)
- Life in Pieces - serie TV, 1 episodio (2018)
- Please Understand Me - serie TV, 1 episodio (2018)
- Superstore - serie TV, 2 episodi (2018-2020)
- Black Monday - serie TV, 1 episodio (2019)
- Room 104 - serie TV, 1 episodio (2019)
- The Morning Show - serie TV, 2 episodi (2019)
- Medical Police - serie TV, 6 episodi (2020)
- Viral Vignettes - serie TV, 2 episodi (2020)
- WandaVision - miniserie TV, 1 puntata (2021)
- American Crime Story – serie TV, episodi 3x06-3x07-3x08 (2021)
- Barry – serie TV, 9 episodi (2022-2023)
- La misteriosa accademia dei giovani geni (The Mysterious Benedict Society) – serie TV, episodi 2x02-2x03 (2022)
- Reboot – serie TV, 5 episodi (2022)
- Doctor Odyssey – serie TV, episodio 1x08 (2024)

### Doppiatore

#### Cinema
- Mission (The Mission), regia di Roland Joffé (1986) - voce, non accreditato
- Passengers, regia di Morten Tyldum (2016)

#### Televisione
- Leone il cane fifone (Courage the Cowardly Dog) - serie animata, 1 episodio (2000)
- Wonder Pets! - serie animata, 1 episodio (2005)
- Adventure Time - serie animata, 7 episodi (2017-2018)
- Summer Camp Island - Il campeggio fantastico (Summer Camp Island) - serie animata, 1 episodio (2019)
- F Is for Family - serie animata, 4 episodi (2021)

#### Videogiochi
- NCAA Football (1998-2003)
- The Multipath Adventures of Superman (1999)
- Grand Theft Auto: San Andreas (2004)
- Grand Theft Auto V (2013)
- Grand Theft Auto Online (2013)
- Diablo III: Reaper of Souls (2014)
- Adventure Time: Pirates of the Enchiridion (2018)
- Fallout 76 (2019)

### Teatro
- Amadeus di Peter Shaffer (1981-1983) - Broadhurst Theatre, Broadway
- Relatively Speaking di Woody Allen, Ethan Coen ed Elaine May (2011) - Brooks Atkinson Theatre, Broadway
- Zio Vanja di Anton Čechov (2012) - John Drew Theatre

## Doppiatori italiani
Nelle versioni in italiano delle opere in cui ha recitato, Fred Melamed è stato doppiato da:
- Lucio Saccone in Lady Dynamite, Trial & Error, Reboot
- Stefano Mondini in Dragged Across Concrete - Poliziotti al limite, Medical Police
- Franco Zucca in A Serious Man
- Alessandro Rossi in Suspect - Presunto Colpevole
- Claudio Fattoretto in Diritto d'amare
- Enzo Avolio in Get on Up - La storia di James Brown
- Ambrogio Colombo in Il fidanzato di mia sorella
- Riccardo Peroni in The Good Wife
- Emilio Cappuccio in Bone Tomahawk
- Mario Cordova in Ave, Cesare!
- Silvio Anselmo in New Girl
- Giorgio Locuratolo in Cell Block 99 - Nessuno può fermarmi
- Stefano De Sando in Il tuo ex non muore mai
- Toni Garrani in The Vigil - non ti lascerà andare
- Pierluigi Astore in WandaVision
- Oreste Baldini in Barry
- Pasquale Anselmo in Doctor Odyssey

Da doppiatore, è stato sostituito da:
- Glauco Onorato in Mission
- Pietro Biondi in Leone il cane fifone
- Omero Antonutti in Adventure Time
- Luca Ward in Passengers